# 陈鹤皋
陈鹤皋（1962年—），浙江杭州人，中华人民共和国武术教练、网络红人，因其自创的“无限制格斗术”而为人熟知，其奇特的教学方式也引发热议。

## 生平
1962年，陈鹤皋出生于浙江杭州。其小时候因个子矮而经常受到其他同学欺负，为保护自己，参加了当地某学校的武术队。之后陈鹤皋因某事对武术失去信心，故退出武术队，开始自练实用功夫。
1985年，23岁的陈鹤皋自创了一套“贴身短打术”，特点是出手快又重、专打人体各处要害、怪招频出且伴随各种吼叫。这些手法传播开来，为他带来了影响力。
1986年，陈鹤皋开始收徒教学。
2000年，陈鹤皋开设了护送公司，主营人员与货物护送。
2019年—2023年，陈鹤皋任某省监狱防暴大队的警务技能教官。

## 轶事
陈鹤皋有多名弟子曾以一敌多击杀歹徒，其中有人被判无责，有人被判防卫过当。
2017年1月，陈鹤皋弟子颜程涛找到北京业余综合格斗运动员徐晓冬并与其约战，颜表示若其打赢便要聘其为总教练。徐晓冬派学生上去，只打了一个回合，就以颜认输而告终。据传颜败北之后，陈鹤皋要约战徐晓冬，但最后不了了之。